# Grandson (Švýcarsko)
Grandson je obec (malé město) v západní, frankofonní části Švýcarska při jižním břehu Neuchâtelského jezera v okrese Jura-Nord vaudois v kantonu Vaud. Žije zde přibližně 3 400 obyvatel.

## Geografie
Grandson leží v nadmořské výšce 447 m, vzdušnou čarou 3 km severně od okresního města Yverdon-les-Bains. Historické město se nachází na mírně vyvýšeném morénovitém kopci nad západním břehem Neuchâtelského jezera, poblíž ústí potoka Grandsonnet, na jižním úpatí Jury a v severní části Vaudského středohoří.
Území obce o rozloze 7,9 km² zahrnuje část na západním břehu Neuchâtelského jezera. U Grandsonu se svah poměrně strmě zvedá od břehu jezera a tvoří náhorní plošinu v nadmořské výšce kolem 500 m, která je rozdělena erozním údolím potoka Grandsonnet na jižní část (Flur Duc de Bourgogne) a severní část (Flur Froideville). Na severozápadě se území obce rozkládá na úpatí masivu Le Miriau a dosahuje nejvyššího bodu Grandsonu 540 m n. m. nad zemědělskou usedlostí Là Outre.
Na sever od této náhorní plošiny se území rozkládá v širokém údolí dolního toku řeky Arnon, která protéká souběžně s Jurou a tvoří také severní hranici. Severovýchodně od Grandsonu začíná rovinatý úsek břehu Neuchâtelského jezera, kde se až k ústí Arnonu nacházejí rozsáhlé plochy porostlé rákosím. Na krajním jihozápadě území obce Grandson má malý podíl rovina u Yverdonu a zasahuje až k ústí řeky Brine. V roce 1997 bylo 18 % území obce pokryto zastavěnou plochou, 11 % lesy a lesními porosty, 69 % zemědělstvím a asi 2 % neproduktivní půdou.
Grandson zahrnuje vesnici Les Tuileries-de-Grandson (436 m n. m.) na severním okraji Yverdonské roviny, vesnici Corcelettes (451 m n. m.) na kopci mezi Neuchâtelským jezerem a údolím řeky Arnon a několik jednotlivých farem. Sousedními obcemi jsou Montagny-près-Yverdon, Valeyres-sous-Montagny, Giez, Fiez, Champagne a Bonvillars.

## Historie

### Nejstarší historie

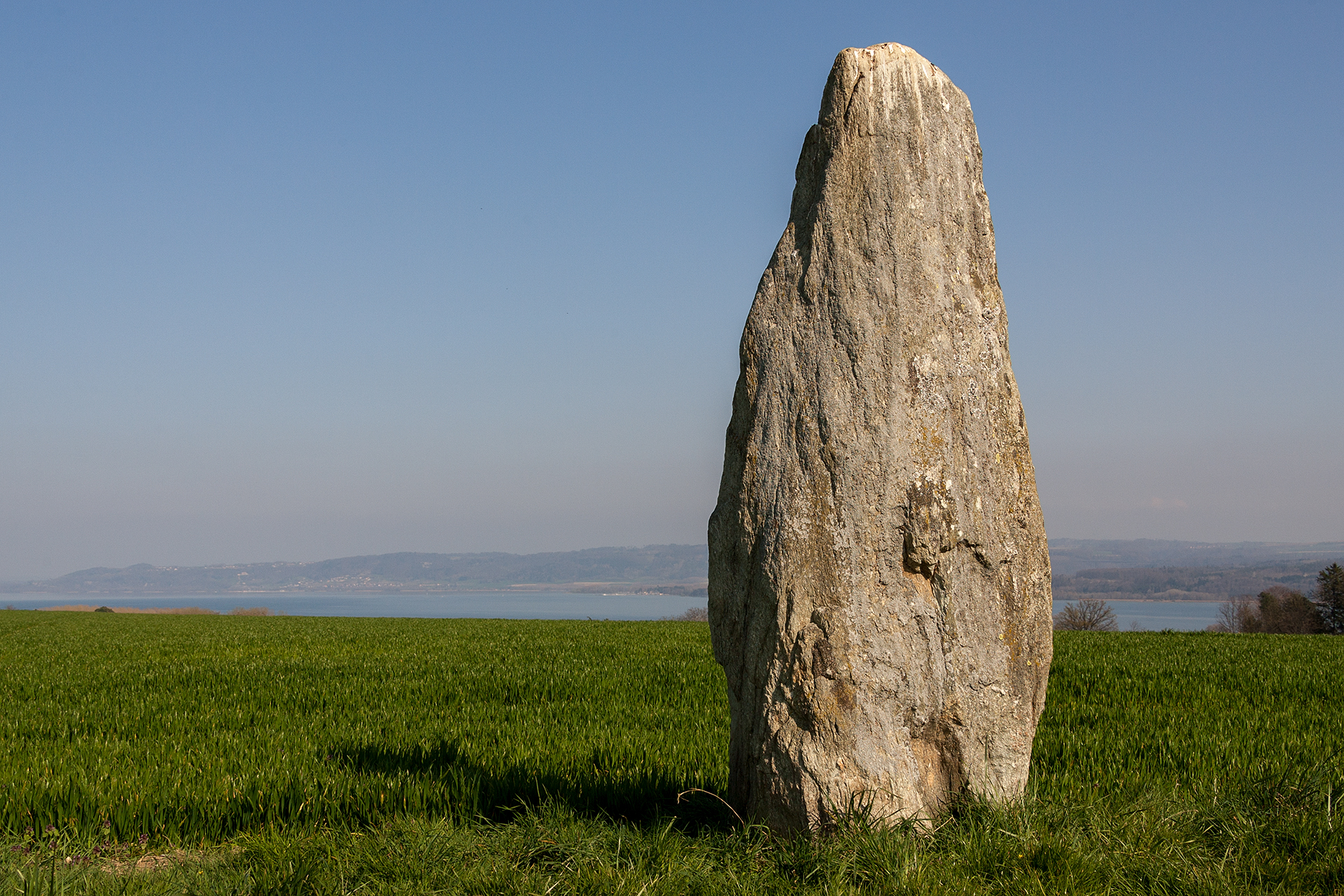
Menhir u Grandsonu

Grandson má velmi dlouhou historií osídlení. Nejstarším dokladem lidské přítomnosti v obci je menhir, který sloužil jako kultovní místo v neolitu a který byl znovuobjeven zemědělcem pracujícím na poli v roce 1895. Mnohem známější jsou však kůlové osady na břehu Neuchâtelského jezera. Od poloviny 19. století byly nalezeny stopy sedmi osad na břehu jezera, které pocházejí z pozdního neolitu a doby bronzové. V důsledku korekce vodstva v oblasti Jury jsou dnes oblasti kůlových obydlí zatopeny vodou.
Nejvýznamnější z těchto sídlišť se nacházelo na břehu jezera poblíž vesnice Corcelettes. Mělo rozměry asi 300 × 150 metrů a bylo chráněno před pevninou trojnásobným ohrazením. Osada Corcelettes byla pravděpodobně osídlena po celou dobu bronzovou. Vykopávky zde probíhají od roku 1876 pod vedením Kantonálního muzea archeologie a historie v Lausanne. Byly nalezeny četné artefakty, jako je keramika, bronzové a měděné předměty, šperky, organické materiály a zbytky proutěného zboží, datované především do 9. století př. n. l., tedy do pozdní doby bronzové.
Naproti tomu z následujících období, tedy z doby železné a římské, nebyly v oblasti Grandson nalezeny téměř žádné artefakty.

### Středověk

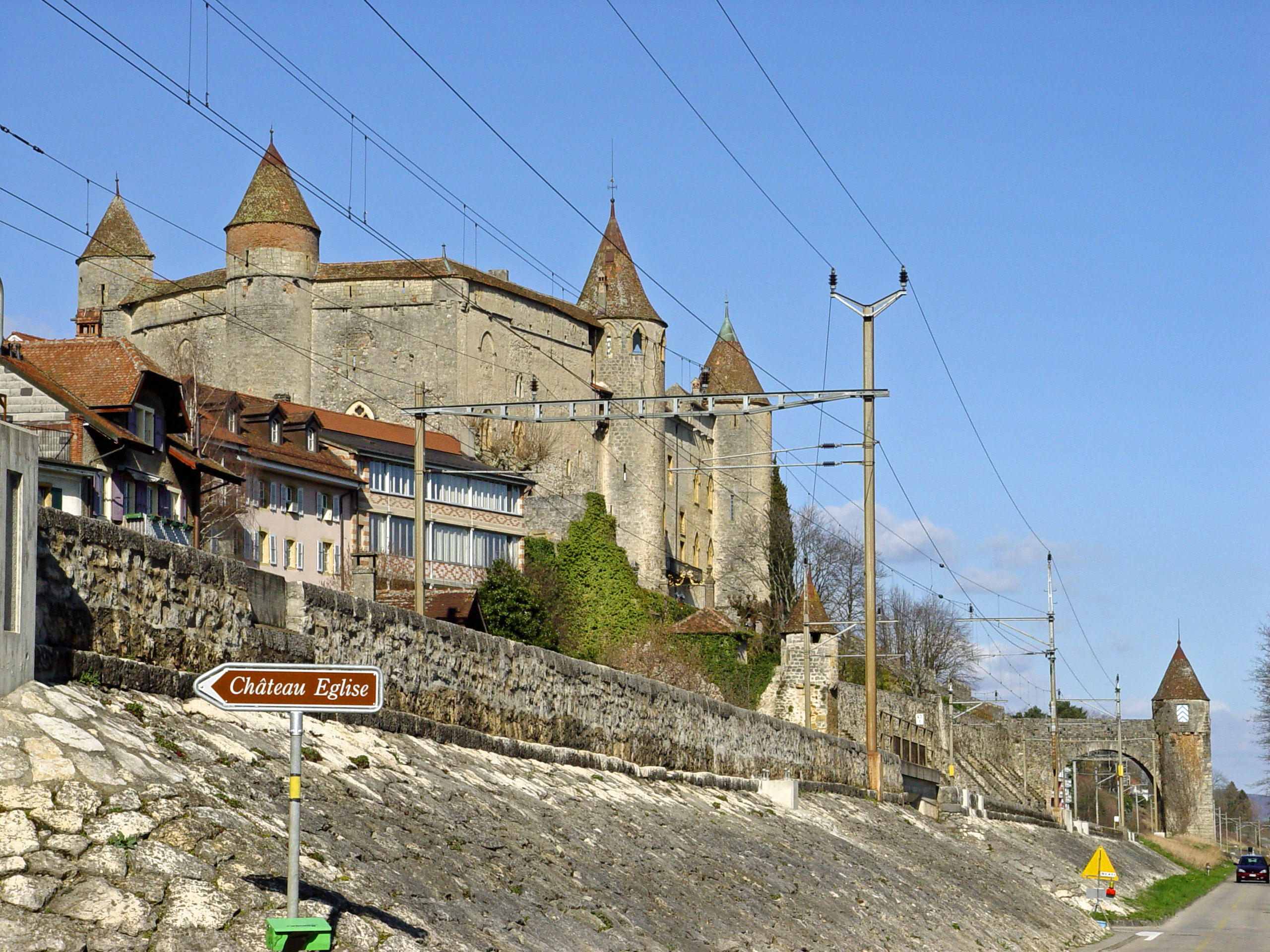
Zámek Grandson

První písemná zmínka o obci pochází z roku 1049 a nese název Granzio. Z pozdějších dob se dochovala řada dalších názvů: Grancione (kolem roku 1090), Granzon, Grantionem (1126), Grandissonum (1149), Grazon (1177), Grantsum (1191), Grancon (1216), Gransonium, Granciuno (1225) a Gracon (1228). Název místa je pravděpodobně odvozen od galorománského rodového jména Grancius nebo Granicius.
Na místě dnešního Grandsonu pravděpodobně existovala osada již před rokem 1000. Historie města je úzce spjata s historií baronů z Grandsonu. Ti upevnili své mocenské postavení na konci 10. století a v průběhu 11. století, kdy postupně upadalo království Horní Burgundsko. Zmocnili se celé oblasti podél úpatí Jury mezi Neuchâtelským a Ženevským jezerem. První zmínka o hradu Grandson pochází z roku 1050. Montricher byl od tohoto panství oddělen před rokem 1049, Belmont v roce 1185. Kolem roku 1235 došlo v důsledku nástupnictví k dalšímu rozdělení panství Grandson na nové oblasti La Sarraz, Champvent a Grandson.
Postupem času se kolem hradu vyvinula vesnice Grandson. V roce 1146 předali páni z Grandsonu vesnický kostel benediktinskému opatství La Chaise-Dieu ve Francii, což vedlo k založení převorství Saint-Jean. Grandson však zůstal pod církevní jurisdikcí sousední farnosti Giez až do roku 1438, kdy byl převorský kostel povýšen na farní. V roce 1289 se na západní straně vesnice usadili františkáni a postavili zde také klášter.
Benediktini podpořili rozvoj vesnice, která byla nejpozději v roce 1300 obehnána z pozemní strany opevněnými hradbami. V roce 1328 získala obec za Otty I. z Grandsonu městská práva. Velká část hradu a městečka byla zničena při požáru, pravděpodobně v roce 1378. V roce 1397 byl poslední pán z Grandsonu popraven za padělání peněz a hrad byl zkonfiskován Savojskými. Savojská vláda trvala do roku 1420, poté Grandson přešel do rukou rodu Chalon-Arlay.

### Burgundské války

Letecký pohled (1919)

Dne 25. října 1474 vyhlásili Bernští válku burgundskému vévodovi Karlu Smělému. Aby si Bernští zajistili jurské průsmyky proti Burgundsku, dobyli v roce 1475 velkou část Vaudu a obsadili také hrad Grandson. Ten však Karel Smělý při vpádu burgundských vojsk do Vaudu získal zpět a město mu následně posloužilo jako útočiště. Rozhodující bitva se odehrála 2. března 1476 a do dějin vstoupila jako bitva u Grandsonu. Bitva se ve skutečnosti odehrála na poli poblíž obce Concise. Konfederáti zvítězili nad vojsky Karla Smělého a zahnali Burgunďany na útěk. Hrad Grandson pak přešel do rukou konfederátů bez boje.
Panství Grandson tak přešlo na konfederáty. Připojeno bylo také území Montagny-le-Corbe a vzniklo panství Grandson. Panství zahrnovalo území dnešního okresu Grandson s výjimkou obcí Sainte-Croix a Bullet, ale včetně Montagny, Villars-sous-Champvent, Essert-sous-Champvent, Chamblon a exklávy Yvonand na druhé straně jezera. Bylo pod společnou vládou dvou měst Bern a Fribourg. Bern a Fribourg střídavě zajišťovaly rychtáře po dobu pěti let; na panství, které správce nezajišťovalo, se prováděla jmenování.
Když v roce 1554 definitivně zvítězila reformace, byly převorství Saint-Jean a františkánský klášter sekularizovány a využívány ke světským účelům.

### Novověk
Po pádu Staré konfederace patřil Grandson v letech 1798–1803 v období Helvétské republiky ke kantonu Léman, který byl následně s přijetím Ústavy o zprostředkování sloučen s kantonem Vaud. Okres Grandson byl vytvořen v roce 1798 a Grandson byl určen jako jeho hlavní město. V roce 1834 došlo ke změně hranic, když byla vesnice Les Tuileries postoupena z Montagny-près-Yverdon do Grandsonu.
V průběhu 19. století získalo město novou tvář rozšířením dopravní tepny Yverdon–Neuchâtel, výstavbou železniční trati a snížením hladiny jezera v důsledku korekce vodní hladiny Jury. Středověký přístav byl v té době opuštěn.

## Obyvatelstvo
| Rok            | 1803 | 1850 | 1880 | 1900 | 1910 | 1930 | 1950 | 1960 | 1970 | 1980 | 1990 | 2000 |
| Počet obyvatel | 822  | 1248 | 1723 | 1771 | 1734 | 1660 | 1800 | 2091 | 2135 | 1938 | 2473 | 2759 |

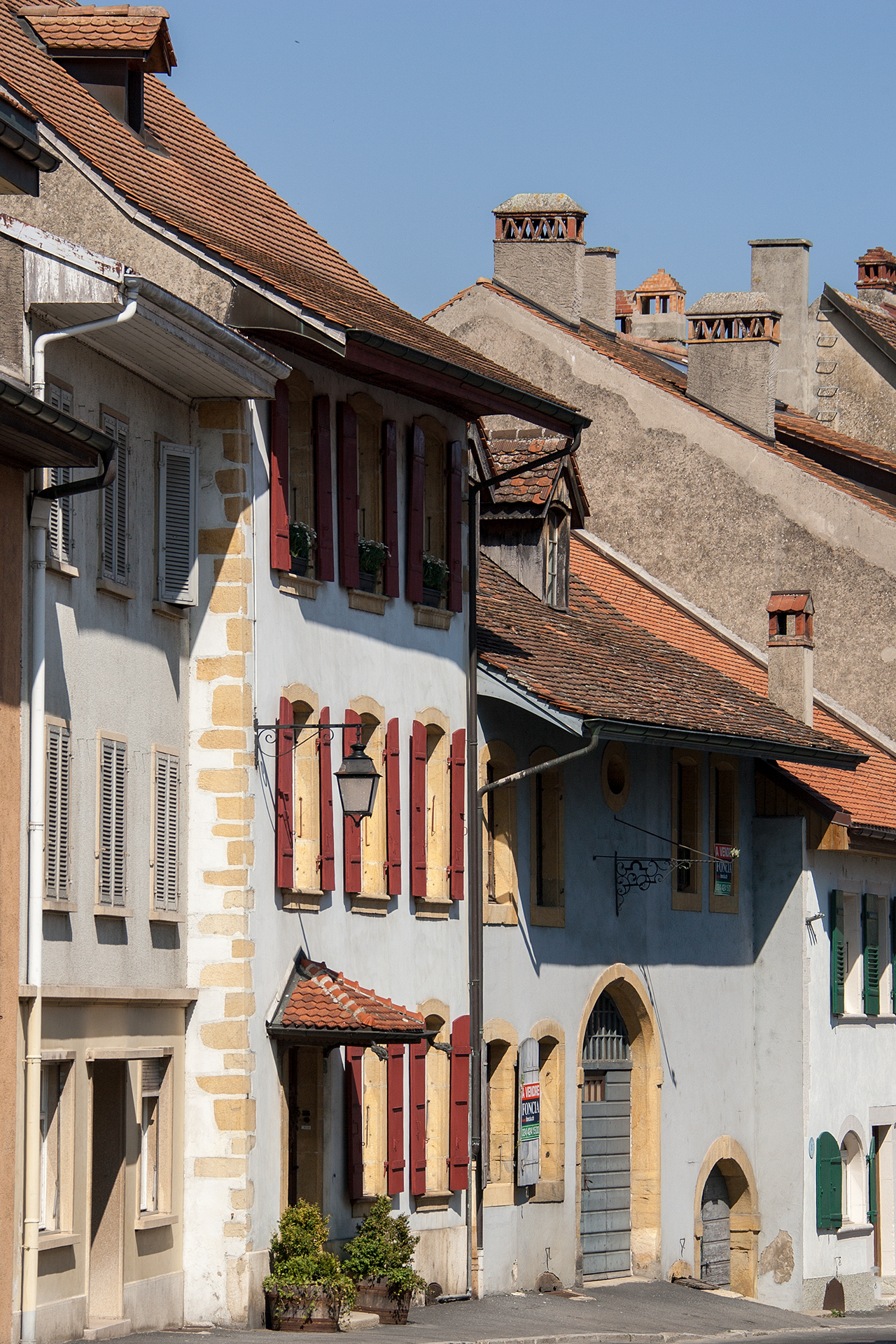
Centrum Grandsonu

89,3 % obyvatel hovoří francouzsky, 4,0 % německy a 1,6 % italsky (stav v roce 2000). V roce 1850 měl Grandson celkem 1248 obyvatel a v roce 1900 1771 obyvatel. V průběhu 20. století počet obyvatel pomalu, ale trvale rostl až do roku 1970 (2135 obyvatel). Po přechodném poklesu v 70. letech 20. století v důsledku hospodářské krize došlo od roku 1980 k výraznému nárůstu počtu obyvatel (1938 obyvatel).

## Politika
Obecní zastupitelstvo má 50 členů. Výkonnou moc a správu obstarává sedmičlenná rada.

## Hospodářství
Dlouhou dobu byl Grandson agrárním městem, které se živilo především rybolovem, chovem dobytka na svazích Jury a zpracováním zemědělských produktů z okolí. Důležitým zdrojem příjmů bylo také vinařství na jižních svazích podél břehu jezera nedaleko Grandsonu.
V průběhu 19. století se v městečku prosadil také průmysl, když zde byla roku 1832 založena tabáková továrna Henri Vautier Frères et Cie. Ta byla až do svého uzavření v roce 1972 nejvýznamnějším zaměstnavatelem v Grandsonu. Důležitá byla také výroba hodinových sklíček (Les Mûriers SA). Les Tuileries-de-Grandson získala své jméno v 15. století, kdy zde byla založena cihelna.
Díky úrodné půdě na úpatí Jury se zemědělství zaměřuje především na ornou půdu, ale chová se zde také dobytek a v obci je několik malých vinic. Dnešní významné podniky se specializují na stavebnictví, dopravu a stavební materiály. Existuje zde také řada dalších malých a středních podniků. V Les Tuileries-de-Grandson sídlí A.C.A. Atelier d’Etude de constructions automobiles, který vyrábí prototypy automobilů.
Od roku 1975 má Grandson ve čtvrti Le Repuis také středisko odborného vzdělávání. V posledních desetiletích se obec díky své atraktivní poloze u jezera rozvinula také v rezidenční obec. Mnoho pracujících proto dojíždí za prací především do města Yverdon-les-Bains a případně také do Lausanne.

## Doprava
Obec má dobré dopravní spojení. Leží na hlavní silnici č. 5 z Neuchâtelu do Yverdonu. Od roku 1984, kdy byl otevřen úsek dálnice A5 Yverdon-Sud – Grandson, je město odlehčeno od tranzitní dopravy. Pokračování dálnice do Neuchâtelu bylo otevřeno v květnu 2005.
Dne 7. listopadu 1859 byla zprovozněna železniční trať z Yverdonu do Neuchâtelu se stanicí v Grandsonu. Od roku 1999 je stanice obsluhována pouze několika vlaky ve špičkách. Doplňkové spoje veřejné dopravy zajišťují autobusové linky z Yverdonu do Gorgier, z Yverdonu do Novalles a z Yverdonu do Mauborget, z nichž každá obsluhuje několik zastávek v Grandsonu. Grandson je také spojen s dalšími sousedními obcemi osobní lodní dopravou po Neuchâtelském jezeře. U břehu jezera je větší přístaviště jachet.

## Pamětihodnosti
Nejvýznamnější památkou je místní hrad, robustní šedá stavba ze 13. století. Začátkem roku 1476 byl nakrátko jeho majitelem Karel Smělý, ale vojska Švýcarské konfederace brzy situaci změnila a některé příslušníky jeho burgundských jednotek pověsila na jabloně v hradním sadu.

### Muzea
- Musée d’Historie - hradní muzeum připomíná příběh roku 1476 a další bitvy prostřednictvím obrazů v životní velikosti
- Maison de l’Automobile - v suterénu hradu s expozicí automobilových veteránů, hlavním exponátem je bílý Rolls-Royce Phantom Grety Garbo z roku 1927. Muzeum bylo otevřeno v roce 1960.

## Galerie

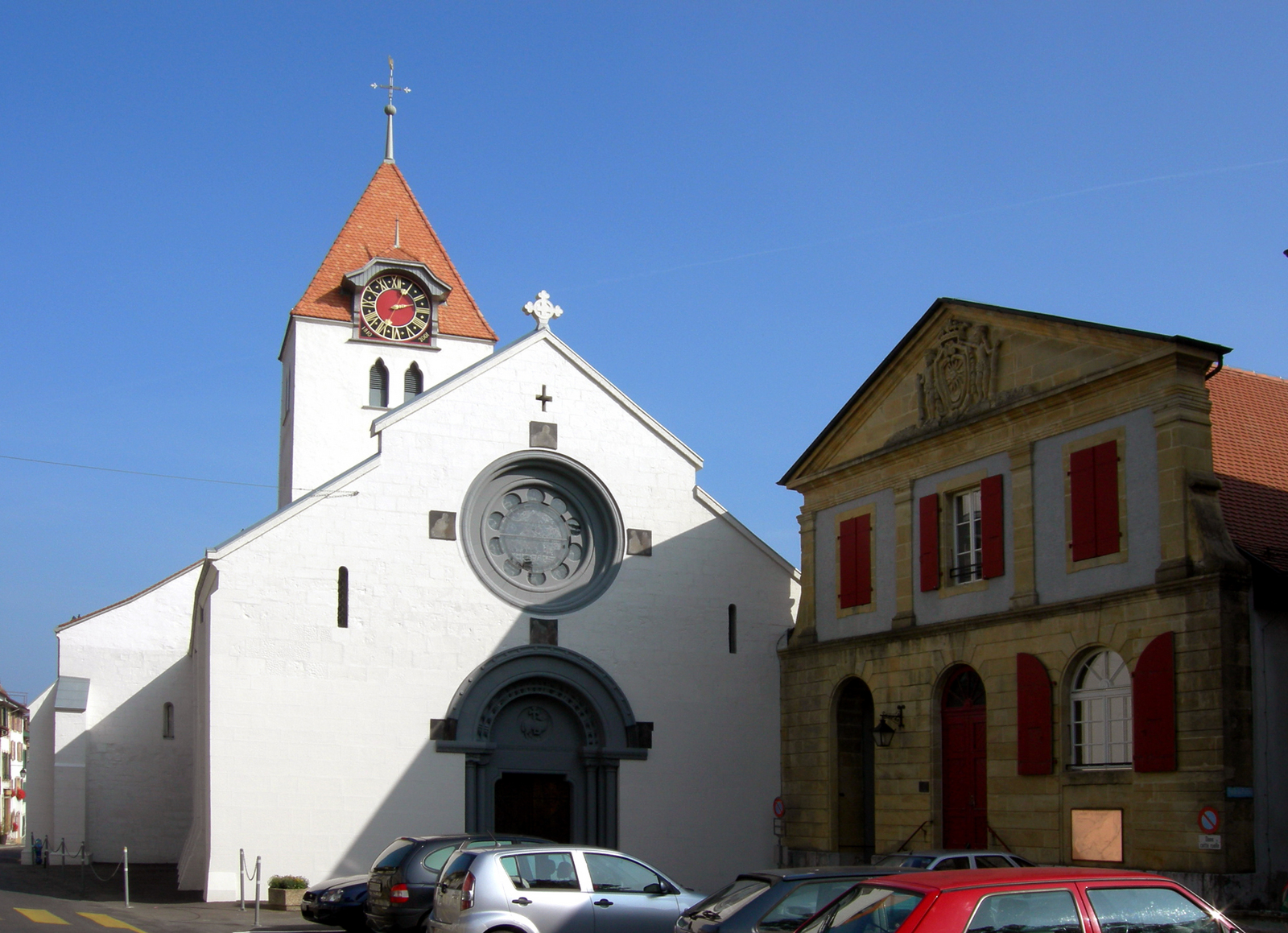
Kostel Švýcarské reformované církve
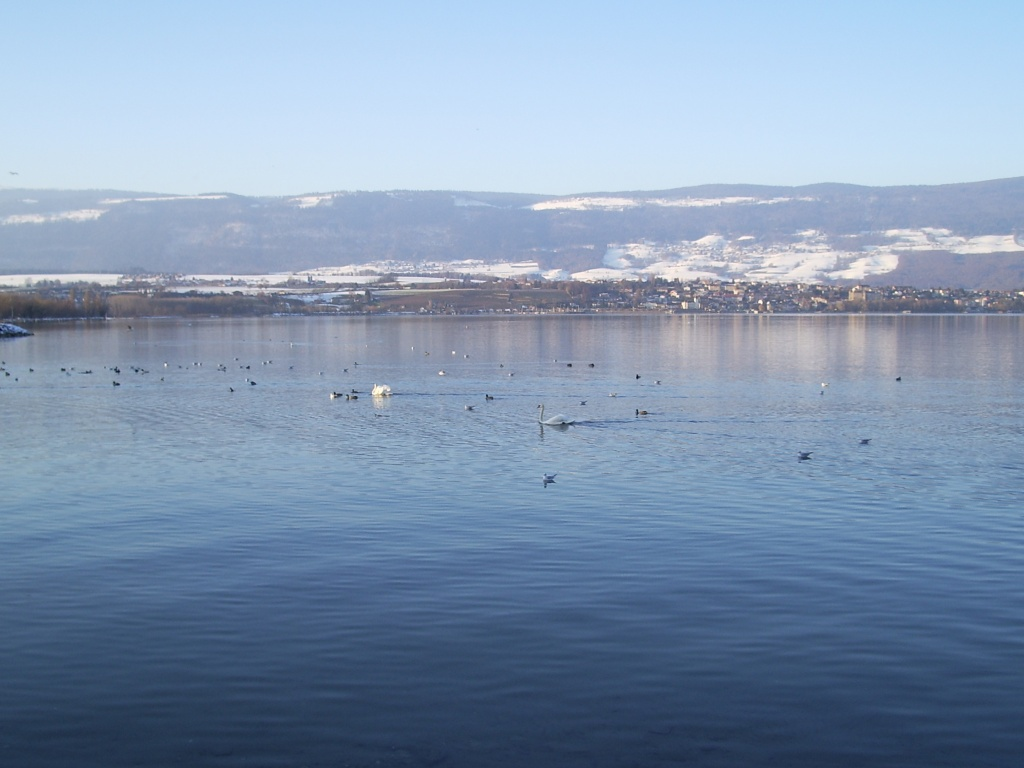
Neuchatelské jezero
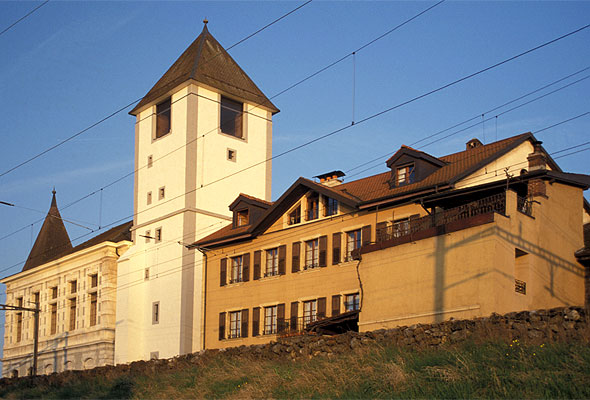
Radnice